# Brachionichthys
Brachionichthys fue el único género en la familia Brachionichthyidae, aunque otros cinco géneros se relacionan con en esta familia de lophiiformes.
Usan sus aletas pectorales para desplazarse por el fondo del mar. Estas aletas altamente modificadas tienen la apariencia de unas manos, de ahí su nombre científico: bracchium e ichthys. 
Las especies prehistóricas Histiontophorus bassani, desde el luteciense de Monte Bolca, ahora se consideran parte de la familia Brachionichthyidae.

## Especies
Las especies reconocidas en este género son:
- Brachionichthys australis Last, Gledhill & Holmes, 2007.
- Brachionichthys hirsutus Lacépède, 1804.
- Brachionichthys politus

### Lectura recomendada
- Bleeker, P. (1855) Over eenige visschen van van Diemensland. Verhandelingen der Koninklijke Akademie van Wetenschappen (Ámsterdam) v. 2: 1–30 + 31, 1 pl.